# Maslowljeva teorija hijerarhija potreba
Abraham Maslow je osnivač škole unutar suvremene psihologije koja je poznata pod imenom humanistička psihologija. Njegova teorija osobnosti predstavlja jedan od temelja te škole pa se stoga može nazvati humanističkom teorijom osobnosti. Ovdje govorimo o dva temeljna dijela ove teorije:
1. Hijerarhija motiva, vrednota i potreba
2. Samoostvarene osobe

## Ljestvica potreba
Maslow je ljestvicu potreba podijelio na:
- D potrebe – potrebe nedostatka. To su: fiziološke potrebe i potrebe za sigurnošću
- B potrebe – metapotrebe ili motivi rasta (kvazi potrebe). To su: potreba za pripadanjem i ljubavlju, potrebe samopoštovanja, potreba samoaktualizacije i potreba transcendencije (nadilaženja sebe).

Što su neke potrebe na nižoj razini to su sličnije kod različitih ljudi. Najveće su razlike u potrebama između pojedinaca na najvišim razinama u hijerarhiji. Osim toga potrebe koje su na višim razinama u hijerarhiji su više ljudske potrebe, a manje životinjske, one su karakteristične za ljudsku vrstu. 
- Fiziološke potrebe organizma (primarne biološke potrebe) –  To su najvažnije, najosnovnije i najjače od svih potreba čovjeka. Nezadovoljavanje tih potreba dovodi do smrti organizma. Ako jedna od ovih potreba nije zadovoljena ove ostale ne mogu funkcionirati. To su: potreba za hranom, vodom, kisikom, spavanjem (sanjanjem), potreba za seksualnošću (opstanak vrste), zaštita od ekstremnih temperatura i potreba za izlučivanjem

- Potreba za sigurnošću – temeljna psihološka potreba. To je potreba za stalnošću, redom, poretkom, strukturom i potrebe za predvidljivošću događaja u bližoj ili daljnjoj budućnosti

Kad su zadovoljene ove prve dvije potrebe, onda dolazi do zadovoljavanja ostalih potreba.
- Potreba za pripadanjem i ljubavlju – Privrženost, odanost i ljubav stvara odnos s drugim ljudima.

- Potreba za poštovanjem i samopoštovanjem – traži da se pojedinac zna nositi s poteškoćama i da ih rješava. Samopoštovanje treba razlikovati od oholosti gdje se čovjek vidi u boljem svijetlu nego stoje. Sliku o sebi stvaramo na temelju onoga što nam drugi kažu.

- Potreba za samoostvarenjem – Samoostvarene osobe su one osobe koje su postale sve ono što su mogle postati. Mi smo bića koja su uvijek u nastajanju. Pojedinac koji je postigao samoaktualizaciju ostvario je i iskoristio sve svoje kapacitete, potencijalnosti i talente. Iskrenost prema sebi je za kompletni razvoj pojedinca, a neiskrenost prema sebi je pravo otuđenje čovjeka

- Potreba za samonadilaženjem (transcendencijom) – Ovu je potrebu Maslow nadodao pred samu svoju smrt kad se već naziru obrisi transpersonalne psihologije kojoj je on također jedan od prvih začetnika i osnivača.

- Princip homeostaze je princip po kome je najvažnja ravnoteža između potreba. Nju čine 4 momenta: potreba, instrumentalno ponašanje, cilj i olakšanje. To je takozvani motivacijski ciklus. Cijeli životni ciklus se sastoji od stalnog narušavanja i uspostavljanja ove ravnoteže.

## Bitne karakteristike samoostvarenih ljudi:
- Učinkovito opažanje stvarnosti
- Prihvaćanje sebe, drugih ljudi i prirode
- Spontanost, jednostavnost, skromnost
- Usmjerenost na probleme
- Potreba za samoćom i privatnošću
- Nezavisnost od kulture i okoline gdje živimo
- Stalna svježina zamjećivanja
- Vrhunski-oceanski osjećaji
- Izvorna želja za pomaganjem ljudskom rodu
- Duboke veze s malim brojem pojedinaca.
- Sklonost demokraciji
- Oštro razlikovanje sredstava od ciljeva
- Smisao za filozofski humor
- Stvaralaštvo
- Odolijevanje kulturi